# Tomaso Spinola
Tomaso Spinola (Génova, 1557 - Génova, 1631) foi o 90.º Doge da República de Génova.

## Biografia
Segundo os anais da República, o mandato de Tomaso Spinola foi um tanto pacífico e de administração ordinária. No entanto, em 11 de novembro de 1614, ele teve que enfrentar uma forte tempestade que danificou visivelmente o porto de Génova, ao providenciar as obras de reconstrução necessárias. O mandato terminou em 21 de abril de 1615 e ele foi eleito procurador perpétuo. Spinola morreu em Génova em 1631.